# Burkhard Niering
Burkhard Niering (* 1. September 1950 in Halle (Saale); † 5. Januar 1974 in Berlin) war ein Volkspolizist und das einzige bekannte Maueropfer aus den Reihen der Volkspolizei. Er versuchte, über den Kontrollpunkt Friedrichstraße/Zimmerstraße an der Berliner Sektorengrenze zu fliehen, und wurde dabei erschossen.

## Leben

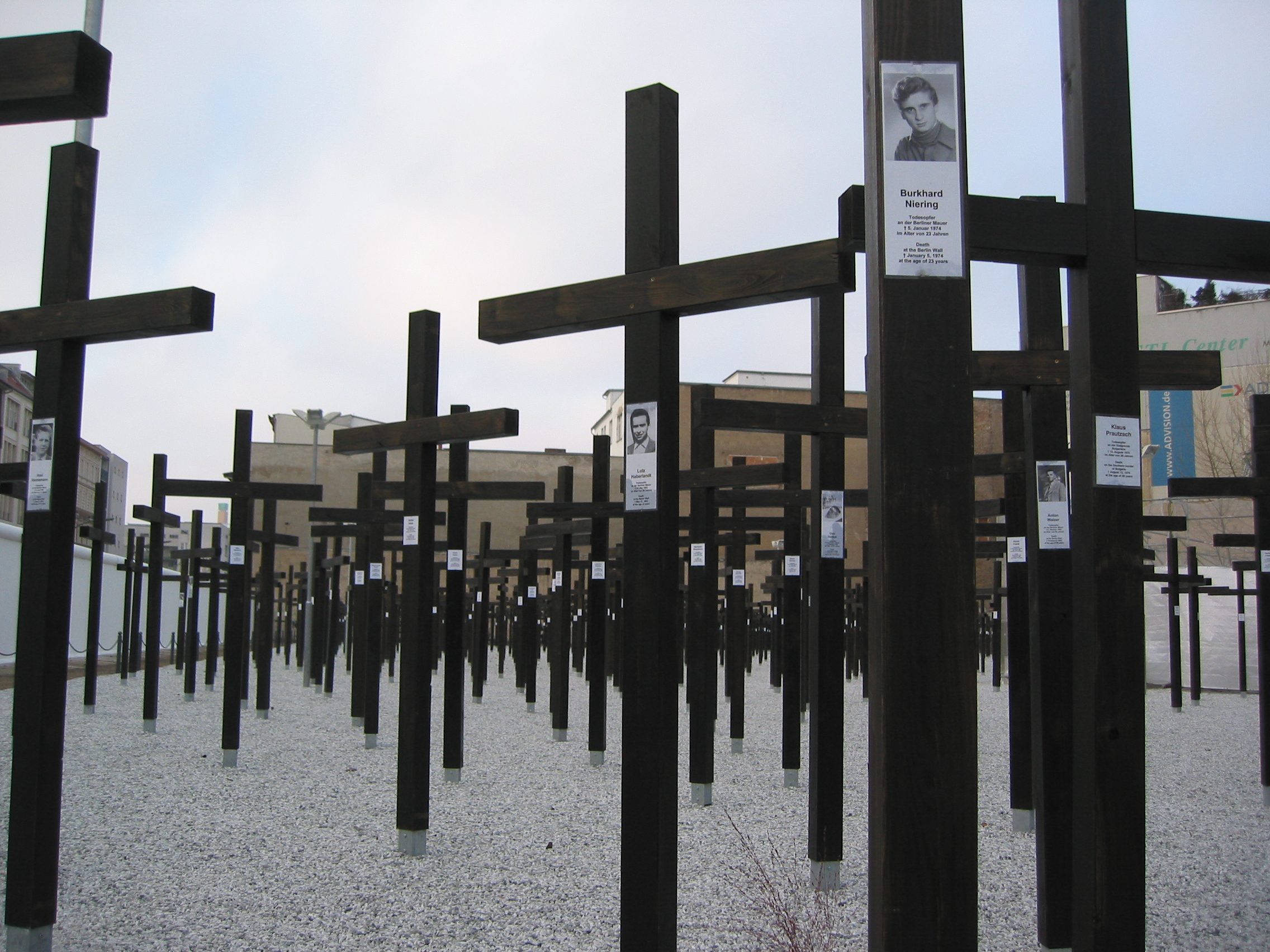
Gedenkkreuz für Burkhard Niering, Freiheitsmahnmal am ehemaligen Checkpoint Charlie

Niering war Anwärter der Volkspolizei und im nördlich von Berlin gelegenen Basdorf stationiert. Am Abend des 5. Januar 1974 begab er sich während seines Dienstes unbemerkt zum Checkpoint Charlie an der Friedrichstraße. In Uniform und mit einer Maschinenpistole bewaffnet, nahm er einen Mitarbeiter der Passkontrolleinheit (PKE) als Geisel, um so die Sektorengrenze überwinden zu können. Anfangs schossen die bewaffneten MfS-Mitarbeiter am Kontrollpunkt nicht; der Volkspolizist musste sich dann bücken, um unter dem letzten Schlagbaum hindurchzugelangen; zwei Mitarbeiter des MfS nutzten den dadurch entstandenen Abstand zwischen Niering und seiner Geisel, um mehrere Schüsse abzugeben. Burkhard Niering wurde getroffen und starb etwa eine Stunde später im Krankenhaus an den Schussverletzungen.
Der Fluchtversuch Nierings ist Bestandteil der multimedialen Stadtführung Walk the Wall in Berlin. Sie wird dabei aus der Perspektive der Staatssicherheit erzählt, die aus dem Vorfall einen Lehrfilm für Grenzsoldaten produzierte. Ein Gedenkkreuz für Niering wurde 1991 in unmittelbarer Nähe des Tatortes aufgestellt.
Nierings Mutter, Ursula Jünemann, eröffnete am 31. Oktober 2004 gemeinsam mit Sergej Chruschtschow das Freiheitsmahnmal am ehemaligen Checkpoint Charlie. Dort war ein Kreuz mit einem Foto Nierings aufgestellt.